# جامعة ستيرلينغ
جامعة ستيرلينغ (بالإنجليزية: University of Stirling)‏ هي جامعة عامة في اسكتلندا تأسست سنة 1967 بواسطة ميثاق ملكي وهي تقع في مدينة استيرلينغ.

## إحصائيات
يبلغ عدد طلاب الجامعة 11,090 طالب، منهم 3,415 طالب دراسات عليا.

## أبرز الخريجين
- هاربرت ويلسن
- دانيال كاويزنسكي (سياسي)
- هربرت بول جرايس
- كولن فليمنغ
- أليكس فيرغسون (مدرب كرة قدم، درب فريق مانشستر يونايتد)